# Kulturverdienstorden (Monaco)

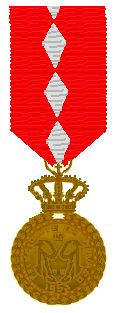
Kulturverdienstorden

Der Kulturverdienstorden wurde am 31. Dezember 1952 durch Fürst Rainier III. von Monaco gestiftet und kann an alle die Personen verliehen werden, die sich für Kunst, Literatur und Wissenschaft verdient gemacht oder zum kulturellen Ruhm des Fürstentums beigetragen haben.

## Klassen
Der Orden besteht aus drei Klassen und kann erst mit dem vollendeten 40. Lebensjahr verliehen werden.
- Kommandeur – Gold
- Offizier – Silber
- Ritter – Bronze

## Ordensdekoration
Das Ordenszeichen ist eine von einem Lorbeerkranz umschlossene und von einer Krone getragene Medaille. Sie zeigt auf der Vorderseite das Spiegelmonogramm des Stifters R (Rainier) mit der Umschrift PRINCIPAUTE DE MONACO 1952 und Rückseitig die Inschrift ARTS – LETTRES – SCIENCES (Kunst – Literatur – Wissenschaft).

## Trageweise
Kommandeure tragen die Auszeichnung als Halsorden, Offiziere und Ritter am Band auf der linken Brust. Bei Offizieren ist auf dem Band außerdem noch eine Rosette angebracht.
Das Ordensband ist rot mit einem Mittelstreifen aus weißen Rhomben.